# Carcelia amplexa
Carcelia amplexa är en tvåvingeart som först beskrevs av Daniel William Coquillett 1897.  Carcelia amplexa ingår i släktet Carcelia och familjen parasitflugor. Inga underarter finns listade i Catalogue of Life.